# Jurinia barbata
Jurinia barbata är en tvåvingeart som beskrevs av Jacques-Marie-Frangile Bigot 1887. Jurinia barbata ingår i släktet Jurinia och familjen parasitflugor. Inga underarter finns listade i Catalogue of Life.